# BMW Motormanagement System-K
BMS-K staat voor: BMW Motormanagement System-K.
Dit is een digitaal motormanagement systeem dat werd toegepast vanaf de BMW R 1200 GS motorfiets. Bij BMS-K heeft elke cilinder een eigen regelsysteem met de nokkenas-sensor op de rechter cilinder. Bij dit systeem werden de inspuittijden van de brandstofinjectie verlengd of verkort al naargelang de behoefte van de cilinders. Dit systeem werd ook op latere modellen toegepast, tot het verschijnen van de BMW F 800 Serie. Daarna werd het opgevolgd door het BMS-KP Systeem.
Het BMS-KP systeem werkte niet door de inspuittijden aan te passen maar door de inspuitdruk te verhogen of te verlagen. Dit werkte nauwkeuriger dan het BMS-K systeem. Er waren ook meer sensoren nodig voor dit systeem, dat ook de werking van de geregelde driewegkatalysator ten goede kwam.